# Gustav Pósfay
Gustav Pósfay pl. veliko in malobakovski (madžarsko nagy és kis-barkóczi Pósfay Gusztáv), madžarsko-slovenski uradnik, okrajni glavar, plemič *27. maj 1881,Murska Sobota

## Življenjepis
Gustav pl. Pósfay se je rodil v Murski Soboti, kot Gustav Pollak očetu Ponkraciju Pollaku, ki je bil okrajni glavar in materi Idi pl. Sinkovich. Njegov oče je leta 1898 od kralja dobil plemiški naziv in si spremenil priimek iz Pollak v Posfay. Gimnazijo je obiskoval v Köszegu in Székesfehérvárju. Ob koncu študija na madžarski kraljevi pravni univerzi v Budimpešti je 10. junija 1904 postal pripravnik v javni upravi. Nato je opravljal službo okrajnega glavarja mursko-soboškega okraja, dokler ni leta 1906 prevzel službo okrajnega glavarja v Monoštru. Poleg tega je opravljal še druge pomembne upravne službe. Upokojil se je 19. decembra 1929. Poročen je bil z vdovo Magdo Hayden.
1. ↑  https://adt.arcanum.com/hu/view/MagyarsagMilotayPetho_1930_03/?query=%22P%C3%B3sfay%20Guszt%C3%A1v%22&pg=125&layout=s